# Tyler Linderbaum
Tyler Linderbaum, né le 7 avril 2000 à Solon dans l'État de l'Iowa aux États-Unis, est un joueur professionnel américain de football américain.
Il joue au poste de centre pour la franchise des Ravens de Baltimore dans la National Football League (NFL) depuis 2022.

## Biographie
Linderbaum nait et grandit à Solon en Iowa dans une famille très impliqué dans la vie sportive de la ville, en particulier le baseball. Au secondaire, il fait partie des équipes d'athlétisme, de baseball, de basket-ball et de football américain. Moins intéressé par le basket-ball que les autres sports, il est rapidement recruté par l'équipe de lutte de l'école. Il excelle dans les quatre sports, mais décide de jouer au football américain à l'université. À l'origine un quarterback, il fait la transition comme centre et defensive tackle en junior varsity. Linderbaum reçoit plusieurs offres dans la NCAA, mais décide d'accepter celle des Hawkeyes de l'Iowa, basés dans la ville voisine d'Iowa City, pour y jouer comme defensive tackle avant de se repositionner comme centre lors de sa deuxième année avec l'équipe.
À Iowa City, Linderbaum fait sa place comme un joueur dominant. Durant sa saison senior, il remporte le Dave Rimington Trophy remis au meilleur centre de la NCAA. Il est également nommé à l'unanimité comme consensus All-American et meilleur joueur de ligne offensive de la Big Ten Conference. Durant ses deux dernières années à Iowa, il reçoit la meilleure évaluation du pays par Pro Football Focus. Malgré ses performances, sa petite taille est vue comme un risque pour son futur dans la NFL, en particulier en protection de passe.
Il se déclare comme éligible pour la draft de 2022. Considéré comme l'un des meilleurs espoirs de la cuvée, il est sélectionné au 25e rang par les Ravens de Baltimore. Dès ses premiers match, il fait sa place comme l'un des meilleurs joueur de ligne de la ligue. Après 11 rencontres, il se classe comme le huitième joueur ayant accordé le moins de sacks. À la fin de la campagne, il est nommé sur la PFWA All-Rookie Team, l'un des deux Ravens avec Kyle Hamilton. ESPN le nomme aussi comme meilleur bloqueur au sol, devançant les centres étoiles Jason Kelce et Creed Humphrey.